# Black Lagoon
Black Lagoon (Nhật: ブラック・ラグーン Hepburn: Burakku Ragūn), dịch trong tiếng Việt là Đầm lầy Đen, là một manga Nhật Bản được viết và minh họa bởi Hiroe Rei. Nó được xuất bản trên tạp chí Monthly Sunday Gene-X của Shogakukan từ năm 2002 và mười tập truyện cũng đã được xuất bản sau đó. Nó được Madhouse chuyển thể thành anime truyền hình: với phần một gồm 13 tập, được phát sóng từ tháng 4 đến tháng 6 và phần hai mang tên "The Second Barrage" được phát sóng từ tháng 10 tới tháng 11 năm 2006. Phần ba "Roberta's Blood Trail" ra mắt từ tháng 7 năm 2010 tới tháng 6 năm 2011.
Viz Media ra ấn bản manga tiếng Anh ở Bắc Mỹ năm 2008. Madman Entertainment ra ấn bản ở Anh, Úc và New Zealand, và được Geneon Entertainment ra ấn bản anime tiếng Anh, với bản quyền cấp từ Funimation Entertainment, và sau đó cũng ra mắt năm 2013.

## Bối cảnh
Black Lagoon xoay quanh câu chuyện về một nhóm đánh thuê là Lagoon Company, vốn chuyên làm các việc phạm tội và buôn lậu hàng hóa quy mô lớn ở Đông Nam Á vào những năm 1990. Căn cứ của nhóm nằm ở một thành phố giả tưởng ở Thái Lan là Roanapur (thuộc Mueang Trat, giáp biên giới Campuchia). Thành phố này vốn nổi tiếng là thiên đường cho rất nhiều tổ chức vũ trang, các binh lính đào ngũ và tội phạm xã hội đen, cũng như một cộng đồng khổng lồ người Việt Nam tị nạn tại đây trốn chạy sau năm 1975 khi Việt Nam Cộng hòa sụp đổ. Vì là tổ chức buôn lậu, nên tham gia làm ăn với các tổ chức xã hội đen và giết chóc là nghề ngón tủ của họ. Tuy nhiên họ lại có mối quan hệ khá tốt đến ngạc nhiên với Hotel Moscow — một tổ chức mafia Nga nổi tiếng là vô cùng tàn bạo. Hội buôn lậu này chuyên tham gia vào các hoạt động mua bán, trao đổi hàng hóa phi pháp trong khu vực và thậm chí là các chém giết thuê. Các thành viên trong hội thường dành cuộc vui ở quán rượu Cờ Vàng của Bảo (một cựu quân nhân Lục quân Việt Nam Cộng hòa), và luôn là tâm điểm nổi giận của Bảo vì quán của anh suốt ngày bị phá bởi những người này.

## Xuất bản
Khi phỏng vấn với Otaku USA, tác giả Hiroe Rei thú nhận ông bị ấn tượng bởi James Ellroy, John Woo, Quentin Tarantino và Stephen King, cũng như vấn nạn cướp biển ở khu vực những năm 1990.
Trong phần "Fujiyama Gangsta Paradise", tất cả các nhân vật sử dụng tiếng Anh với chỉ có phần tiếng Nhật phụ vào.

## Truyền thông

### Manga
| - 00: "Black Lagoon" (70 pages) - 01: "Ring-Ding Ship Chase" (42 pages) - 02: "Rasta Blasta - Part 1" (28 pages) - 03: "Rasta Blasta - Part 2" (28 pages) - 04: "Rasta Blasta - Part 3" (28 pages) - Omake: "~The High School Episode~" (4 pages) - "The Wondrously Captivating Roberta by Rei Hiroe, 3rd Grade, Ms. Basinger" (1 page) |

| - 05: "Das Wieder Erstehen Des Adlers/Die Rückkehr des Adlers - Part 1" [aka The Recapture/Return of the Eagle] (24 pages) - 06: "Das Wieder Erstehen Des Adlers/Die Rückkehr des Adlers - Part 2" [aka The Recapture/Return of the Eagle] (24 pages) - 07: "Das Wieder Erstehen Des Adlers/Die Rückkehr des Adlers - Part 3" [aka The Recapture/Return of the Eagle] (24 pages) - 08: "Das Wieder Erstehen Des Adlers/Die Rückkehr des Adlers - Part 4" [aka The Recapture/Return of the Eagle] (24 pages) - 09: "Calm Down, Two Men - Part 1" (18 pages) - 10: "Calm Down, Two Men - Part 2" (18 pages) - 11: "Bloodsport Fairy Tale - Part 1" (30 pages) - 12: "Bloodsport Fairy Tale - Part 2" (28 pages) - Omake: "The Magical Girl Episode" (4 pages) |

| - 13: "Bloodsport Fairy Tale - Part 3" (20 pages) - 14: "Bloodsport Fairy Tale - Part 4" (24 pages) - 15: "Bloodsport Fairy Tale - Part 5" (26 pages) - 16: "Goat, Jihad, Rock'n Roll - Part 1" (28 pages) - 17: "Goat, Jihad, Rock'n Roll - Part 2" (16 pages) - 18: "Goat, Jihad, Rock'n Roll - Part 3" (24 pages) - 19: "Goat, Jihad, Rock'n Roll - Part 4" (24 pages) - 20: "Goat, Jihad, Rock'n Roll - Part 5" (20 pages) - Omake: "The Melancholy of Balalaika" (4 pages) |

| - 21: "Goat, Jihad, Rock'n Roll - Part 6" (20 pages) - 22: "Fujiyama Gangsta Paradise - Part 1" (20 pages) - 23: "Fujiyama Gangsta Paradise - Part 2" (24 pages) - 24: "Fujiyama Gangsta Paradise - Part 3" (24 pages) - 25: "Fujiyama Gangsta Paradise - Part 4" (20 pages) - 26: "Fujiyama Gangsta Paradise - Part 5" (20 pages) - 27: "Fujiyama Gangsta Paradise - Part 6" (18 pages) - 28: "Fujiyama Gangsta Paradise - Part 7" (20 pages) - 29: "Fujiyama Gangsta Paradise - Part 8" (24 pages) - Omake: "~Boys and Girls~" (4 pages) |

| - 30: "Fujiyama Gangsta Paradise - Part 9" (20 pages) - 31: "Fujiyama Gangsta Paradise - Part 10" (24 pages) - 32: "Fujiyama Gangsta Paradise - Part 11" (24 pages) - 33: "Fujiyama Gangsta Paradise - Part 12" (21 pages) - 34: "Fujiyama Gangsta Paradise - Part 13" (20 pages) - 35: "Fujiyama Gangsta Paradise - Part 14" (20 pages) - 36: "Fujiyama Gangsta Paradise - Part 15" (20 pages) - 37: "Fujiyama Gangsta Paradise - Part 16" (26 pages) - Omake: "~Go For It! Manzai Grad Prix!~" (4 pages) |

| - 38: "Greenback Jane - Part 1" (24 pages) - 39: "Greenback Jane - Part 2" (20 pages) - 40: "Greenback Jane - Part 3" (20 pages) - 41: "Greenback Jane - Part 4" (18 pages) - 42: "Greenback Jane - Part 5" (18 pages) - 43: "Greenback Jane - Part 6" (24 pages) - 44: "El Baile de la Muerte - Part 1" [aka The Dance of Death] (24 pages) - 45: "El Baile de la Muerte - Part 2" [aka The Dance of Death] (24 pages) - 46: "El Baile de la Muerte - Part 3" [aka The Dance of Death] (20 pages) - Omake: "~Summer Evening Spooky Story Contest~" (4 pages) |

| - 47: "El Baile de la Muerte - Part 4" [aka The Dance of Death] (20 pages) - 48: "El Baile de la Muerte - Part 5" [aka The Dance of Death] (16 pages) - 49: "El Baile de la Muerte - Part 6" [aka The Dance of Death] (16 pages) - 50: "El Baile de la Muerte - Part 7" [aka The Dance of Death] (14 pages) - 51: "El Baile de la Muerte - Part 8" [aka The Dance of Death] (18 pages) - 52: "El Baile de la Muerte - Part 9" [aka The Dance of Death] (30 pages) - 53: "El Baile de la Muerte - Part 10" [aka The Dance of Death] (24 pages) - 54: "El Baile de la Muerte - Part 11" [aka The Dance of Death] (22 pages) - 55: "El Baile de la Muerte - Part 12" [aka The Dance of Death] (20 pages) - Omake: "~Viva! Youth!~" (4 pages) |

| - 56: "El Baile de la Muerte - Part 13" [aka The Dance of Death] (24 pages) - 57: "El Baile de la Muerte - Part 14" [aka The Dance of Death] (24 pages) - 58: "El Baile de la Muerte - Part 15" [aka The Dance of Death] (20 pages) - 59: "El Baile de la Muerte - Part 16" [aka The Dance of Death] (20 pages) - 60: "El Baile de la Muerte - Part 17" [aka The Dance of Death] (20 pages) - 61: "El Baile de la Muerte - Part 18" [aka The Dance of Death] (20 pages) - 62: "El Baile de la Muerte - Part 19" [aka The Dance of Death] (20 pages) - 63: "El Baile de la Muerte - Part 20" [aka The Dance of Death] (20 pages) - 64: "El Baile de la Muerte - Part 21" [aka The Dance of Death] (16 pages) |

| - 65: "El Baile de la Muerte - Part 22" [aka The Dance of Death] (16 pages) - 66: "El Baile de la Muerte - Part 23" [aka The Dance of Death] (16 pages) - 67: "El Baile de la Muerte - Part 24" [aka The Dance of Death] (24 pages) - 68: "El Baile de la Muerte - Part 25" [aka The Dance of Death] (24 pages) - 69: "El Baile de la Muerte - Part 26" [aka The Dance of Death] (14 pages) - 70: "El Baile de la Muerte - Part 27" [aka The Dance of Death] (18 pages) - 71: "El Baile de la Muerte - Part 28" [aka The Dance of Death] (16 pages) - 72: "El Baile de la Muerte - Part 29" [aka The Dance of Death] (24 pages) - 73: "El Baile de la Muerte - Part 30" [aka The Dance of Death] (24 pages) - 74: "El Baile de la Muerte - Part 31" [aka The Dance of Death] (24 pages) - 75: "El Baile de la Muerte - Part 32" [aka The Dance of Death] (18 pages) - 76: "El Baile de la Muerte - Part 33" [aka The Dance of Death] (38 pages) - "Epilogue" (6 pages) - Omake: "[Revenge, Who Does It Belong To?]" (4 pages) |

| - 77: "The Wired Red Wild Card - Part 1" (16 pages) - 78: "The Wired Red Wild Card - Part 2" (16 pages) - 79: "The Wired Red Wild Card - Part 3" (16 pages) - 80: "The Wired Red Wild Card - Part 4" (16 pages) - 81: "The Wired Red Wild Card - Part 5" (18 pages) - 82: "The Wired Red Wild Card - Part 6" (16 pages) - 83: "The Wired Red Wild Card - Part 7" (16 pages) - 84: "The Wired Red Wild Card - Part 8" (16 pages) - 85: "The Wired Red Wild Card - Part 9" (14 pages) - 86: "The Wired Red Wild Card - Part 10" (16 pages) - 87: "The Wired Red Wild Card - Part 11" (16 pages) - Omake: "Black Lagoon: The Story · Do You Remember?" (4 pages) |

| - 88: "The Wired Red Wild Card - Part 12" (16 pages) - 89: "The Wired Red Wild Card - Part 13" (15 pages) - 90: "The Wired Red Wild Card - Part 14" (13 pages) - 91: "The Wired Red Wild Card - Part 15" (12 pages) - 92: "The Wired Red Wild Card - Part 16" (16 pages) - 93: "The Wired Red Wild Card - Part 17" (16 pages) - 94: "The Wired Red Wild Card - Part 18" (14 pages) - 95: "The Wired Red Wild Card - Part 19" (14 pages) - 96: "The Wired Red Wild Card - Part 20" (14 pages) - 97: "The Wired Red Wild Card - Part 21" (14 pages) - 98: "The Wired Red Wild Card - Part 22" (14 pages) - 99: "The Wired Red Wild Card - Part 23" (16 pages) - 100: "The Wired Red Wild Card - Part 24" (14 pages)8 - 101: "The Wired Red Wild Card - Part 25" (16 pages) - Omake: "Black Lagoon: Eyeglasses are a part of your face?" (4 pages) |

| - 102: "L'homme sombre – Part 1" [a.k.a. The Dark Man] - 103: "L'homme sombre – Part 2" [a.k.a. The Dark Man] - 104: "L'homme sombre – Part 3" [a.k.a. The Dark Man] - 105: "L'homme sombre – Part 4" [a.k.a. The Dark Man] - 106: "L'homme sombre – Part 5" [a.k.a. The Dark Man] - 107: "L'homme sombre – Part 6" [a.k.a. The Dark Man] - 108: "L'homme sombre – Part 7" [a.k.a. The Dark Man] - 109: "L'homme sombre – Part 8" [a.k.a. The Dark Man] - 110: "L'homme sombre – Part 9" [a.k.a. The Dark Man] |

### Nhạc nền
| Black Lagoon: Original Soundtrack | Black Lagoon: Original Soundtrack         | Black Lagoon: Original Soundtrack |
| STT                               | Nhan đề                                   | Thời lượng                        |
| --------------------------------- | ----------------------------------------- | --------------------------------- |
| 1.                                | "Red Fraction (Opening version)"          | 1:32                              |
| 2.                                | "Tear Drops to Earth"                     | 1:26                              |
| 3.                                | "Asian Comfort"                           | 1:29                              |
| 4.                                | "Don't Stop!"                             | 4:25                              |
| 5.                                | "Samara Samanda"                          | 1:23                              |
| 6.                                | "A Cold Wind in My Mind"                  | 1:26                              |
| 7.                                | "Make a Bet"                              | 2:15                              |
| 8.                                | "El Sol se Recuesta"                      | 4:15                              |
| 9.                                | "Seasonal Wind"                           | 1:20                              |
| 10.                               | "66 steps"                                | 2:25                              |
| 11.                               | "The World of Midnight"                   | 1:48                              |
| 12.                               | "Dark Side of the Moon"                   | 2:06                              |
| 13.                               | "Tadpole Dance"                           | 1:32                              |
| 14.                               | "Let Me Know Your Name"                   | 4:17                              |
| 15.                               | "After the Rain"                          | 1:27                              |
| 16.                               | "It's an Easy Afternoon"                  | 1:24                              |
| 17.                               | "Behind the Clouds"                       | 1:36                              |
| 18.                               | "The Anthem of the Aryan Socialist Union" | 1:32                              |
| 19.                               | "Melting Brain"                           | 3:24                              |
| 20.                               | "The Way to Last Night"                   | 1:44                              |
| 21.                               | "Peach Headz Addiction"                   | 3:14                              |
| 22.                               | "Don't Look Behind (Requiem version)"     | 2:06                              |
| 23.                               | "Father's Chest"                          | 1:58                              |
| 24.                               | "Don't Let Me Join Now"                   | 2:02                              |
| 25.                               | "Foxy Doll"                               | 2:07                              |
| 26.                               | "Rock the Carnival"                       | 2:53                              |
| 27.                               | "Mad Club"                                | 1:27                              |
| 28.                               | "Don't Stop! (Guitar version)"            | 3:41                              |
| 29.                               | "Don't Look Behind (Ending version)"      | 1:39                              |

## Đón nhận
Nó hầu hết nhận phản hồi khá tích cực do đã miêu tả được vấn nạn ở khu vực. Chín tập đầu đã có 6 triệu bản được bán tại Nhật. "Black Lagoon" cũng được bầu chọn là seinen manga hay nhất năm 2008. Chris Beveridge nhận định:
"To my surprise, knowing practically nothing about the show beyond a two minute clip at a convention, Black Lagoon manages to kick all kinds of ass. In English no less. The draw of a full bitrate 5.1 mix got me to watch it in English only to find that with most of the characters being western and in settings outside of Japan it works very well."

Nhà báo của Escapist Magazine, Tom Tonthat, nhìn nhận một cách thận trọng. Cả hai mùa phim đầu đều được khen ngợi với tính táo bạo và thực tế, nhưng cũng chỉ trích tính chất bạo lực thái quá của cả manga và anime.

## Liên kết nguồn
- Website chính thức (tiếng Nhật)
- Black Lagoon at Sunday GX
- Funimation's Black Lagoon website
- Black Lagoon (manga) tại từ điển bách khoa của Anime News Network
- Black Lagoon (Burakku ragûn) trên Internet Movie Database